# Додредноути типу «Міссісіпі»
Лінійні  кораблі типу «Міссісіпі» були передбачені морським бюджетом 1903 року: «Міссісіпі» та «Айдахо» отримали імена на честь 20-го та 43-го штатів відповідно.

## Конструкція
Це були  останні додредноути, спроєктовані для ВМС США, але не останні побудовані, оскільки ще один корабель попереднього типу був побудований у відповідності до військово-морського бюджету 1904 року.  Хоча якість та технологічність озброєння та броні були високою, воно включало суміш розмірів гармат, найбільшого, проміжного, допоміжного калібрів (при чому кількох). Відповідна конфігурація озброєння, характерна для пре-дредноутів, застаріла до моменту добудови кораблів.
Перші роки 20-го століття були періодом переходу і коливань у військово морській стратегії та тактиці США, а також підходах до конструювання кораблів. Додредноути типу «Міссісіпі» разом з попередніми типу «Коннектикут», будувалися, виходячи з досвіду, набутого у Іспано-американській війні. Але ще у період їх будівництва події Російсько-японської війни, штабні навчання та експерименти сформували нові концепції будівництва основних кораблів. Їх головний калібр мав бути єдиним, сформувався концепт "лише великі гармати", які доповнювали лише невеликі гармати меншого калібру для оборони від невеликих кораблів, насамперед міноносців на невеликій відстані.
Кораблі типу «Міссісіпі» мали менші розміри, ніж кілька попередніх типів лінкорів США. Їх конструкція була спробою зменшити швидке зростання розмірів і вартості американських  основних кораблів. Крім того, серед впливових морських лідерів, включаючи Дьюї та Магена, існувала теорія, що багато менших лінкорів можуть бути стратегічно корисними, так само як і невеликі лінійні кораблі у 18 та 19 століттях. По суті, кораблі типу «Міссісіпі» були зменшеними версіями попереднього типу «Коннектикут» з фактично таким же озброєнням і бронею, але зі зменшенням довжини, розмірів машини та запасів палива. Це знизило їх швидкість та обмежило автономність.  Інші компроміси у конструкції призвели до того, що вони мали проблеми з рульовим керуванням, стабільностю та морехідністю.

## Служба

### США
Ці кораблі служили у ВМС США з 1908 по 1914 рік, коли були продані Греції. Більший проміжок часу на службі США провели у складі Атлантичного флоту. Втім ці кораблі не могли повноцінно діяти в операціях флоту через їх меншу швидкість і меншу дальність. Кораблям часто доручали виконання спеціальних завдань самостійно, включаючи візити в іноземні порти, а «Міссісіпі» деякий час використовувався як плавуча база гідролітаків. Обидва кораблі брали участь у військових інтервенціях США в Мексиці та Карибському морі, включаючи висадку морської піхоти та підтримку одних з перших повітряних операцій.

### Греція
У 1914 році обидва лінійні  кораблі типу «Міссісіпі» продані Греції, якою перейменовані на «Кілкіс» та «Лемнос». Це був єдиний в історії продаж лінійних кораблів з флоту США іноземному уряду. З 1914 до початку 1930-х років кораблі активно використовуваоись ВМС Греції, виконуючи в основному функції берегової оборони та обстрілів узбереж. У цих місіях і у більш спокійних водах Середземного моря обмеження, які накладала їх конструкція, були менш вираженими. Кораблі брали участь у інтервенції на території України за часів визвольних змагань та у Греко-турецькій війні. До середини 1930-х років вони були переведені у резерв або виконували допоміжні функції.  З «Лемнос» (колишній «Айдахо») зняли гармати для посилення берегових укріплень. Обидва були потоплені літаками   Люфтфаффе у 1941 році та підняті у 1950-х роках для продажу на металобрухт.